# Хиляль, Аннабелла
Аннабе́лла Сами́р Хиля́ль (араб. أنابيلا سمير هلال‎; род. 4 июня 1986, Ашрафия, Бейрут, Ливан) — ливанская модель, телеведущая и обладательница титула «Мисс Ливан».

## Биография
Аннабелла родилась 4 июня 1986 года в семье христиан и свободно говорит на арабском, французском и английском языках.
В 2006 году Аннабелла приняла участие в конкурсе красоты «Мисс Ливан» и смогла занять первое место, после чего представляла Ливан на конкурсе «Мисс Мира 2006», однако победу одержать не смогла.
Кроме модельной деятельности, Хиляль также регулярно появляется на ливанском и арабском телевидении. В частности, с 2011 года она вела популярное телешоу «Арабский идол», адаптацию популярного международного формата «Pop Idol», совместно с актёром Абдуллом Аль-Талихи (начиная со второго сезона его заменил певец Ахмед Фахми).
В 2018 году, на телеканале MTV Lebanon, Хиляль вела новый конкурс «Мисс Ливан» совместно с журналистом Марселем Ганемом, а в 2020 году Хиляль выступила ведущей телепроекта «Маска — кто ты?», арабской адаптации телеформата «The Masked Singer».

## Личная жизнь
14 ноября 2009 года Хиляль вышла замуж за пластического хирурга Надера Сааба. Свадебная церемония прошла в церкви Святого Шарбеля в Лимасоле, на Кипре. У пары четверо детей: Маева (род. 2010), Надер-младший (род. 2011),                              Рафка (род. 2014) и Эли (род. 2017).